# 杏子のスーパーギャング
『杏子のスーパーギャング』（きょうこのスーパーギャング）は、1987年4月7日から1989年4月4日まで、TBSラジオ制作の深夜ラジオ番組『スーパーギャング』の火曜日深夜（水曜日未明）でJRN系で放送されていたラジオ番組。パーソナリティは杏子（BARBEE BOYS）。放送時間は毎週火曜日深夜（水曜日未明）25:00 - 26:45（午前1:00 - 2:45）。

## 概要
『姫始めラジオ』というキャッチフレーズで、女性リスナーを主なターゲットとしてスタート。同じ大学（大妻女子大学）の同級生・友人で詩人・エッセイストの白石公子が共演者としてレギュラー出演。相手役は違う畑で活動する人がいいとして捜していた時に「公子がいる」と思い出して決めたという。なお、1988年7月12日深夜の本番組は『白石公子のスーパーギャング』として放送された。
杏子がスーパーギャングのパーソナリティとして初登場したのは1987年1月2日深夜（1月3日未明）で、この日は通常のパーソナリティであるカールスモーキー石井が仕事でニューヨークに渡ったことにより、杏子はその代役パーソナリティだった。『杏子の’87姫はじめラジオ』と題され、この回から白石公子が一緒に出演していた。
番組に届く投書は封書も多く、手紙から話題を広げたり、恋愛やいじめなどの悩みからシモの話や性的な話題に応えたりなど、派手な企画や仕掛けなどに頼らない「オーソドックスでシンプル」な番組作りと言われた。杏子は、「リスナーは中高生女子も多いが、OLや50代のおじさんからも投書が来たことがある」と話したことがある。番組中で、「1位になったら生放送中にマイクの前に来て喋ることが出来る」という特典付きの「スタッフ人気投票」を行ったことがあった。
一時（1987年9月下旬）、杏子が「中島みゆきに声が似ている」というはがきを多く受けたことでイメージチェンジを図ろうとして、いつもより口をとがらせてトークしたところスタッフから「余計似ている」と言われたことで10分ほどでやめたということがあった。
はがき採用者に贈られたノベルティグッズには、番組オリジナルテレホンカードの他、千社札風に「杏子　スーパーギャング」の文字が入ったステッカーに、同じく千社札風に「恋愛成就」の文字が入ったステッカー、番組タイトルロゴ入り腕時計、番組特製オリジナルTシャツがあった。
1987年7月14日深夜は、屋形船から生放送を行った。
当番組終了後の1992年3月13日（金曜日）深夜（午前2:00 - 3:00）、杏子は土橋安騎夫と二人で再びスーパーギャングのスペシャルパーソナリティを務めている。

## 主なコーナー・企画
ダイエット同盟
- 番組中で結成。このコーナー内で「間食しない」「三食必ず食べる」「脂物は控える」「寝る前3時間は絶対食べない」というダイエットの基本線四か条を唱えて「ちょっと待て!その一口がブタになる!私はもう大ブタだ!」という「呪いの言葉」を発し、リスナーにも自分自身にこの呪いの言葉をかけるよう呼びかけていた[8]。この企画の中で清涼飲料水の味比べをしたり、「三日坊主ダイエット」の話題で盛り上がったりしたこともあった[8][1]。

フロムB
- 「Aは通り越したけど、Cは考えたくない。Bから始めよう」というコンセプトの元、投書を紹介し話題を広げていたコーナー。このコーナー中で、下着の数当てゲームを行ったりしたこともあった[8]。

Hしりとり
- 1987年9月8日深夜には、このコーナーのスペシャル版『究極Hしりとり大賞』の企画を放送[9]。

片思い通信
- 1987年5月26日スタートのコーナー[10]。1988年2月9日深夜は、このコーナーで『片思い宅配便』の企画を放送[11]。

私、許せない！
好きだぜ、父ちゃん
- ちょっとおかしな父親の言動などを紹介[12]。このコーナー宛のはがきの締めの決め台詞は「好きだぜ、父ちゃん」であり、杏子は「好きだぜっ、父っっ、ちゃん」など独特な節回しを付けながらコールしていたこともあった。そのまま父親だけでなく、母親、先生、友人や近所のお兄ちゃん、おばさんなど他の家族や人物にも話題は広がっていた[4]。

暗い少年 これができる
- それまで暗いと言われて来たことを、「暗い少年なら、東海道線の駅名が全部言える」など逆に笑い話にしようというコーナー[13]。

バレンタインスペシャル（1989年2月14日）
- これの前に、本当に愛の告白をするために相手に本命チョコを贈った女性リスナーから、その結果を知らせてもらうことを本筋とした企画。当日、他のリスナーからも本命チョコ体験談を電話で募集することになったが、前週に特に告知を行わず、ましてや深夜の生放送なので「本当に電話が来るのか」とスタッフの間には不安もあったが、当日番組のオープニングで杏子が告知をした途端にスタジオ隣に設置されていた約10台の電話が鳴りっぱなしになり、スタジオに詰めていた各レコード会社のプロモーターたちも臨時にオペレーターとして電話対応をすることに。放送では本命チョコ体験談を紹介するとともに、そのうち何人かは杏子と直接電話でトーク。この企画で届いた女性リスナーからのメッセージは100件以上に及んだ[1]。

## スタッフ
- 構成作家：飯田まち子[14]、舘川範雄[1]
- ディレクター：高綱康裕[15]

## 書籍
- 好きこそ物の上手なれ（杏子 著、杏子のスーパーギャング 編、シンコーミュージック　1988年5月刊）